# SN 2001dv
SN 2001dv – supernowa typu II odkryta 23 sierpnia 2001 roku w galaktyce M+09-27-71. W momencie odkrycia miała maksymalną jasność 18,50m.